# 红峰
红峰（Aiguilles Rouges）是法國前阿爾卑斯山脈的一个山块，它与勃朗峰山脉相对。红峰有不少富含铁质的片麻岩，使得红峰的颜色看上去為紅色，這也是紅峰的名字由來。红峰的最高地點位於貝爾韋代爾峰，海拔為2965米。